# Monte Carlo Open 1994
Il Monte Carlo Open 1994 è stato un torneo di tennis giocato sulla terra rossa.
È stata la 87ª edizione del torneo, che fa parte della categoria ATP Super 9 nell'ambito dell'ATP Tour 1994.
Si è giocato al Monte Carlo Country Club di Roquebrune-Cap-Martin in Francia vicino a Monte Carlo,
dal 18 al 24 aprile 1994.

## Campioni

### Singolare
Andrij Medvedjev ha battuto in finale  Sergi Bruguera con il punteggio di 7–5, 6–1, 6–3.

### Doppio
Nicklas Kulti /  Magnus Larsson hanno battuto in finale  Evgenij Kafel'nikov /  Daniel Vacek con il punteggio di 3–6, 7–6, 6–4.